# Géographie des Hauts-de-France
Cet article fournit diverses informations sur la géographie de la région Hauts-de-France.
Les Hauts-de-France est une région résultant de la fusion des anciennes régions Picardie et Nord-Pas-de-Calais. Elle regroupe les départements de l'Aisne, le Nord, l'Oise, le Pas-de-Calais et la Somme. 

## Situation

### Géographie administrative et humaine
| \| Localisation des Hauts-de-France en France \| BELGIQUE Île-de-France Lille Amiens Dunkerque Calais Beauvais Saint-Quentin Boulogne-sur-Mer Valenciennes Douai Arras Compiègne Lens Creil Cambrai Liévin Maubeuge Abbeville Soissons Aisne (02) Nord (59) Oise (60) Pas-de-Calais (62) Somme (80) |
| Localisation des Hauts-de-France en France |

### Géographie physique
| Watigny Manche Mer du Nord Plaine de Flandre Artois Ardenne Montagne de Reims Montagne de Paris Monts des Flandres Bassin parisien Seuil du Cambrésis La Somme L'Oise |